# Mosnang
Mosnang est une commune suisse du canton de Saint-Gall, située dans la circonscription électorale de Toggenburg.

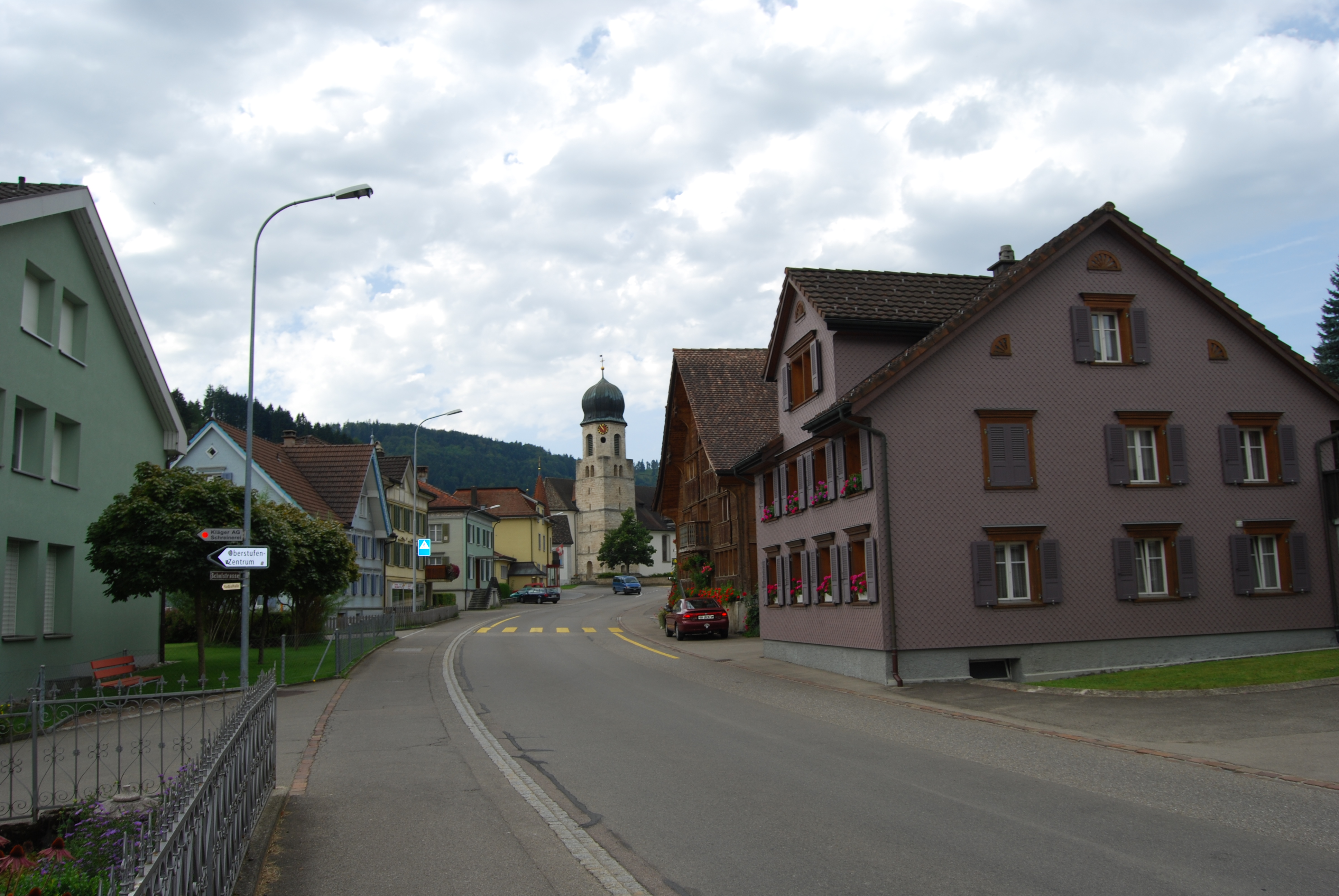
Mosnang

Vue aérienne (1955)

## Personnalités
- Ivo Rüthemann, joueur de hockey
- Ernst Pfiffner, compositeur, chef d'orchestre et organiste
- Selina Büchel, athlète